# Daniela Iraschko
Daniela Iraschko (Eisenerz, 21 novembre 1983) è un'ex saltatrice con gli sci e calciatrice austriaca, vincitrice di una Coppa del Mondo e di varie medaglie olimpiche e iridate.
In seguito al matrimonio ha aggiunto al proprio il cognome della coniuge e per questo motivo dalla stagione 2013-2014 si è registrata nelle liste FIS come Daniela Iraschko-Stolz.

## Biografia

### Carriera sciistica
In Coppa Continentale, la massima competizione femminile di salto prima dell'istituzione della Coppa del Mondo nella stagione 2012, ha esordito il 23 febbraio 2002 a Iron Mountain (36ª) e ha ottenuto la prima vittoria, nonché primo podio, il 23 luglio 2005 a Park City. Oltre a essersi aggiudicata il trofeo nel 2010, nel 2011 e nel 2012, si è classificata seconda nel 2008 e nel 2009 e terza nel 2005.
In Coppa del Mondo ha esordito nella gara inaugurale del 3 dicembre 2011 sul trampolino Lysgårdsbakken di Lillehammer (4ª), ha ottenuto il primo podio il 14 gennaio 2012 in Val di Fiemme(2ª) e la prima vittoria il 4 febbraio 2012 a Hinzenbach. Al termine della stagione 2014-2015 ha conquistato la Coppa del Mondo.
In carriera ha vinto tre edizioni del Trofeo Holmenkollen (2000, 2001 e 2003); ha partecipato a tre edizioni dei Giochi olimpici invernali, Soči 2014 (2º nel trampolino normale), Pyeongchang 2018 (6ª nel trampolino normale) e Pechino 2022 (13ª nel trampolino normale, 5ª nella gara a squadre mista) e a sei dei Campionati mondiali, vincendo sette medaglie.
Si è ritirata dalla carriera agonistica nel 2023.

### Carriera calcistica
Accanto allo sci nordico pratica anche il calcio, iniziando nel ruolo di portiere per passare in seguito nel reparto offensivo dalla stagione 2006 in organico nella formazione femminile del Fußballclub Wacker Innsbruck in ÖFB-Frauenliga, massimo livello del campionato austriaco femminile di calcio; con la maglia neroverde del suo club si è classificata tre volte al secondo posto nel campionato nazionale, al termine delle stagioni 2007-2008, 2008-2009 e 2009-2010, sempre dietro alle campionesse d'Austria del Neulengbach.

## Palmarès

### Salto con gli sci

#### Olimpiadi
- 1 medaglia:
  - 1 argento (trampolino normale a Soči 2014)

#### Mondiali
- 8 medaglie:
  - 2 ori (trampolino normale a Oslo 2011; gara a squadre a Oberstdorf 2021)
  - 3 argenti (gara a squadre mista a Lahti 2017; gara a squadre, gara a squadre mista a Seefeld in Tirol 2019)
  - 3 bronzi (trampolino normale a Falun 2015; trampolino normale a Seefeld in Tirol 2019; gara a squadre mista a Oberstdorf 2021)

#### Universiadi
- 2 medaglie:
  - 2 ori (trampolino normale a Innsbruck 2005 e Torino 2007)

#### Coppa del Mondo
- Vincitrice della Coppa del Mondo nel 2015
- 60 podi (53 individuali, 7 a squadre):
  - 19 vittorie (16 individuali, 3 a squadre)
  - 27 secondi posti (25 individuali, 2 a squadre)
  - 14 terzi posti (12 individuali, 2 a squadre)

##### Coppa del Mondo - vittorie
| Data             | Località     | Nazione  | Trampolino                                                             |
| ---------------- | ------------ | -------- | ---------------------------------------------------------------------- |
| 4 febbraio 2012  | Hinzenbach   | Austria  | Aigner HS94                                                            |
| 5 febbraio 2012  | Hinzenbach   | Austria  | Aigner HS94                                                            |
| 9 dicembre 2012  | Soči         | Russia   | RusSki Gorki HS105                                                     |
| 25 gennaio 2014  | Planica      | Slovenia | Bloudkova velikanka HS104                                              |
| 26 gennaio 2014  | Planica      | Slovenia | Bloudkova velikanka HS104                                              |
| 24 gennaio 2015  | Oberstdorf   | Germania | Schattenberg HS100                                                     |
| 25 gennaio 2015  | Oberstdorf   | Germania | Schattenberg HS100                                                     |
| 31 gennaio 2015  | Hinzenbach   | Austria  | Aigner HS94                                                            |
| 7 febbraio 2015  | Râșnov       | Romania  | Valea Cărbunării HS100                                                 |
| 15 febbraio 2015 | Ljubno       | Slovenia | Logarska dolina HS95                                                   |
| 12 dicembre 2015 | Nižnij Tagil | Russia   | Aist HS100                                                             |
| 14 febbraio 2016 | Ljubno       | Slovenia | Logarska dolina HS95                                                   |
| 28 gennaio 2018  | Ljubno       | Slovenia | Logarska dolina HS94                                                   |
| 12 gennaio 2019  | Sapporo      | Giappone | Ōkurayama HS137                                                        |
| 18 gennaio 2019  | Zaō          | Giappone | Yamagata HS102                                                         |
| 10 marzo 2019    | Oslo         | Norvegia | Holmenkollen HS134                                                     |
| 18 gennaio 2020  | Zaō          | Giappone | Yamagata HS102 (con Marita Kramer, Chiara Hölzl ed Eva Pinkelnig)      |
| 22 febbraio 2020 | Ljubno       | Slovenia | Logarska dolina HS94 (con Marita Kramer, Eva Pinkelnig e Chiara Hölzl) |
| 28 marzo 2021    | Čajkovskij   | Russia   | Snežinka HS102 (con Sophie Sorschag, Chiara Hölzl e Marita Kramer)     |

#### Coppa Continentale
- Vincitrice della Coppa Continentale nel 2010, nel 2011 e nel 2012
- 89 podi:
  - 51 vittorie
  - 29 secondi posti
  - 9 terzi posti

#### Campionati austriaci
- 15 medaglie[4]:
  - 14 ori (K90 nel 2000; K90, K105 nel 2001; K90, K105 nel 2002; K90 nel 2004; K90 nel 2005; NH HS98 nel 2007; NH nel 2009; NH nel 2010; HS94 nel 2011; HS98 nel 2013; HS115 nel 2014; HS108 nel 2015)
  - 1 argento (K90 nel 2003)

### Calcio

#### ÖFB-Frauenliga
- 3 secondi posti (2007-2008, 2008-2009, 2009-2010)